# 锡村 (阿登省)
锡村（法語：Sy，法語發音：[si]）是法国阿登省的一个市镇，属于勒泰勒区。

## 地理
锡村（49°30'56"N, 4°52'15"E）面积7.97 平方千米，位于法国大東部大區阿登省，该省份为法国北部内陆省份，西接埃纳省，南至马恩省，东临默兹省，北与比利时接壤。
与锡村接壤的市镇（或旧市镇、城区）包括：大阿尔穆瓦斯、小阿尔穆瓦斯、巴尔河畔布略勒、奥什、韦里耶尔、塔奈-勒蒙迪约。

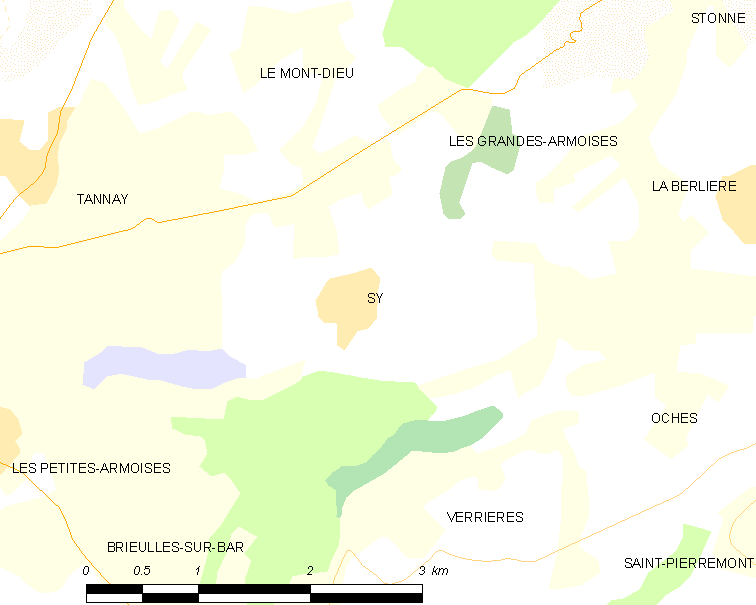
的OSM定位图

锡村的时区为UTC+01:00、UTC+02:00（夏令时）。

## 行政
锡村的邮政编码为08390，INSEE市镇编码为08434。

## 政治
锡村所属的省级选区为武济耶县。

## 人口

1962-2008年间人口变化图示

锡村于2022年1月1日时的人口数量为56人。